# 미래학자
미래학자(未來學者, 영어: futurists, futurologists)는 미래에 대해 연구하는 사람을 말한다. 일어날 일에 대한 예견을 위해 오늘날의 자료를 수집 분석하여 이론을 수립하고 앞으로 나아가야 할 방향에 대해 주장을 한다.

## 용어의 정의
1842년 옥스퍼드 영어사전에 ‘미래학’이란 단어가 최초로 쓰였다. 이때는 당시의 기독교적 종말론의 추세를 의미했다. 1900년에서 1930년 사이에는 새로운 예술의 종류로 미래주의가 이탈리아와 러시아에서 나타났으며 이들은 과거를 부정하고 속도, 기술 그리고 급격한 변화를 추종하였다. 그러나 동시대의 줄 베르느나 에드워드 밸라미 또한 H. G. 웰즈 같은 사람들은 이러한 미래주의와는 관련이 없었다. 그들은 선견지명을 가지고 있는 철학자나 작가로 여겨졌다.
1940년경 독일의 교수인 오십 K. 프래흐테임이 미래에 대해 생각하고 분석하는 의미의 미래학이라는 말을 만들어 내었다. 이는 또한 어떤 미래의 과학적 가능성에 대한 학문을 의미하는 것이었다.
또한 1940년경 미래학을 연구하는 전문 연구소인 랜드(RAND)나 SRI같은 연구집단이 등장하였으며 이들은 장기적 관점에서의 계획과 시스템적인 트랜드 분석, 시나리오 개발 그리고 전망을 연구하였다. 이들은 세계 제2차 대전 중 미국 정부와 군과의 계약에 의해 시작되었고 1950년대부터는 민간 분야의 기업과 연구기관들을 위해 활동하였다. 이러한 1940년대에서 1960년대 까지의 기간에 현대적 관점의 미래 연구 분야의 관념적, 방법론적 연구의 토대가 만들어졌다.
버트란드 드 주베넬의 1963년 저서 추측의 기술 과 데니스 가보의 1964년 저서 미래를 발명하기는 이 시기의 중요한 저작물들이며 1966년에는 앨빈 토플러에 의해 더 뉴 스쿨에서 미래학에 대한 강의가 미국 대학에서 처음으로 시작되었다.
오늘날의 관점에서 미래학자는 작가, 컨설턴트, 조직의 지도자 같은 사람들이 다학제적으로 시스템적 사고를 통해 어떠한 다양한 범 지구적 문제에 관련하여 가능한 시나리오를 수립하고 기회를 파악하거나 만약에 닥칠지 모르는 위험에 대비하고자 하는 활동을 하는 사람을 말한다.
많은 미래학자가 이를 원래부터 전공한 것은 아니며 각자의 원래 배경은 다양한 편이다. 기술자, 작가, 예술가등 여러 학문적 실용적 배경을 가진 사람들이 각자의 방법론을 이용하여 미래에 대한 연구를 한다. 이때문에 꽤 많은 이론들이 탄탄한 과학적 근거를 가지지 못하고 있다는 비판을 받기도 한다.

## 미래학자들
- 토마스 프레이
- 패트릭 딕슨[2]
- 자크 프레스코
- 벅민스터 퓰러
- 아서 하킨스[3]
- 스티븐 호킹[4]
- 미치오 카쿠
- 쏘릴 크리스튼슨
- 레이 커즈와일
- 데이비드 시어스[5]
- 존 제르잔
- 앨빈 토플러[6]
- 마르티스 호르크스
- 니콜라스 카
- 허먼 칸(Herman Kahn) - 박정희 대통령의 미래학 교사
- 짐 데이터(Jim Dator)
- 제러미 리프킨
- 재러드 다이아몬드

## 같이 보기
- 트랜스휴머니즘